# Suha Mlaka
Suha Mlaka is een plaats in de gemeente Crnac in de Kroatische provincie Virovitica-Podravina. De plaats telt 137 inwoners (2001).